# La Charité-sur-Loire
La Charité-sur-Loire est une commune française située dans le département de la Nièvre, en région Bourgogne-Franche-Comté.

## Géographie

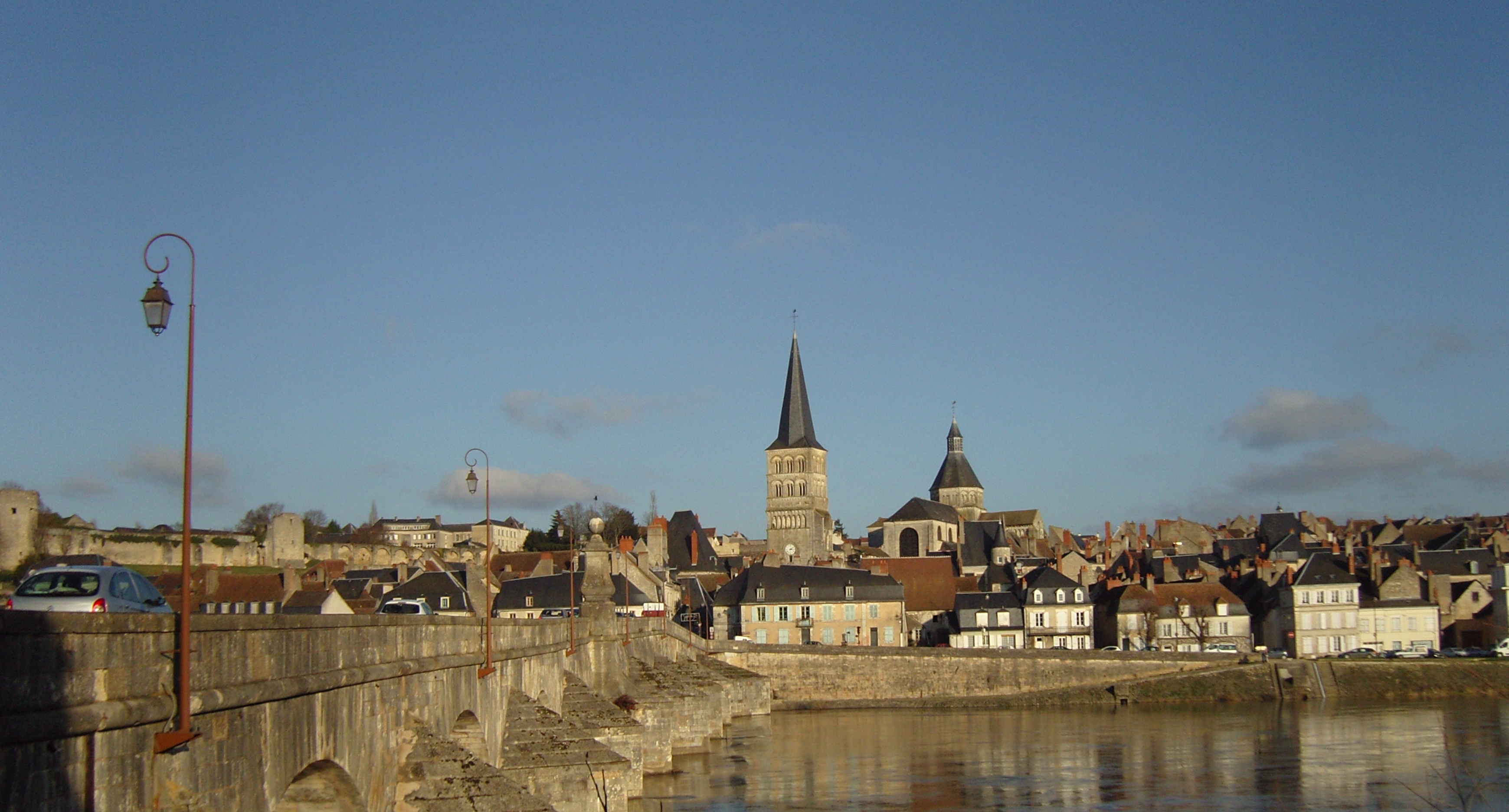
Vue de La Charité-sur-Loire depuis la rive gauche de la Loire.

La ville est située sur la rive droite de la Loire. La superficie de la commune est de 1 578 hectares ; son altitude varie entre 153 et 215 mètres.
La commune est implantée à l'ouest de la Nièvre, à 26 km (par la route) de Nevers, dans le canton de La Charité-sur-Loire. Elle est située à 32 km au sud de Cosne-Cours-sur-Loire, son chef-lieu d'arrondissement.
La présence d’un passage à gué dans le lit de la Loire fut probablement à l'origine de la création de la ville. Historiquement située aux limites de la Bourgogne-Franche-Comté et du Berry, la cité monastique est placée sur l'un des itinéraires des chemins de Saint-Jacques-de-Compostelle. La commune est désormais dans la région Bourgogne-Franche-Comté et le département de la Nièvre, mais limitrophe de la région Centre-Val de Loire et du département du Cher, dont elle est séparée par la Loire.

### Villages, hameaux, lieux-dits et écarts
- Blandis
- Carcot
- La Charité
- Crot Beuche
- les Dots
- les Etiveaux
- Gerigny
- Grange Joada
- Maison Neuve
- Montplaisir
- la Mouchetterie
- les Paradis
- Plauderie
- la Pointe
- Puits Charles
- Saint-Joseph
- Saint-Lazarre
- la Vallée Begat
- Vauvrilly
- Château et ferme de Voluray
- Île du Faubourg de Loire
- les Riots

### Voies de communication et transports

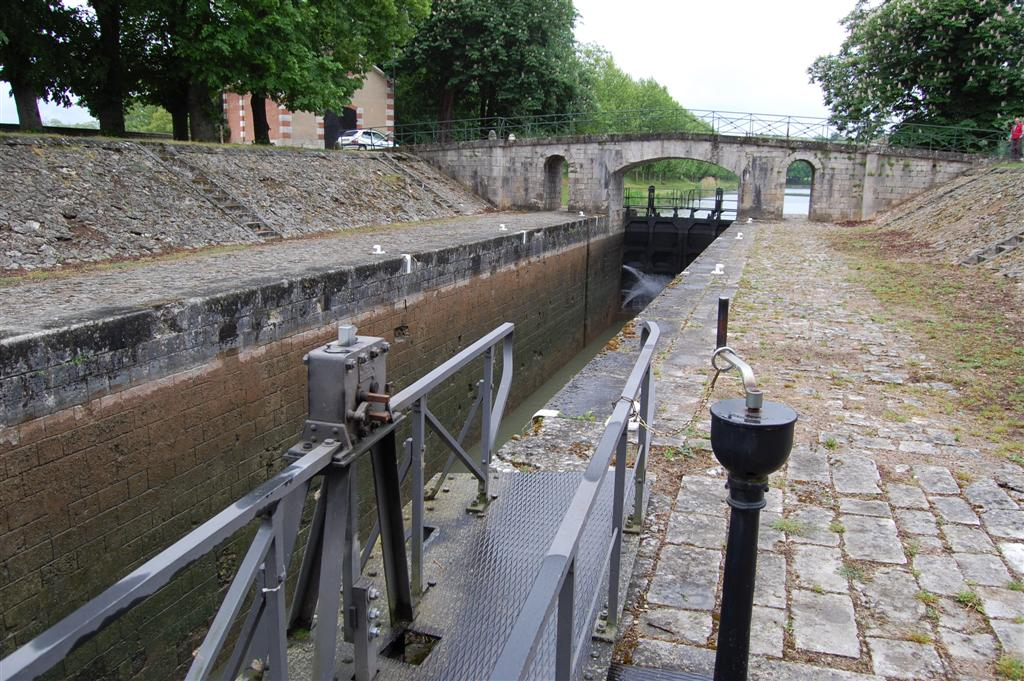
Écluse du canal latéral à la Loire près de La Charité-sur-Loire.

#### Voies de communication
La commune est traversée par la route D 179 et la route N 151 qui se raccorde, à l'échangeur no 29 de l'A77, contournant l'agglomération à un peu plus de 2 km à l'est. Cette autoroute double l'itinéraire traditionnel de la célèbre route nationale 7, aujourd'hui déclassée en simple route départementale.
Le canal latéral à la Loire passe à proximité, mais sur la rive gauche de la Loire, sur le territoire de la commune voisine de La Chapelle-Montlinard (département du Cher).

#### Transports
La commune est desservie par la gare ferroviaire du réseau TER Bourgogne située sur la ligne de Moret - Veneux-les-Sablons à Lyon-Perrache. Elle est à 2 heures de Paris avec laquelle la relie une liaison directe.

### Climat
Pour des articles plus généraux, voir Climat de la Bourgogne-Franche-Comté et Climat de la Nièvre.
En 2010, le climat de la commune est de type climat océanique dégradé des plaines du Centre et du Nord, selon une étude du Centre national de la recherche scientifique s'appuyant sur une série de données couvrant la période 1971-2000. En 2020, Météo-France publie une typologie des climats de la France métropolitaine dans laquelle la commune est exposée à un climat océanique altéré et est dans la région climatique  Centre et contreforts nord du Massif Central, caractérisée par un air sec en été et un bon ensoleillement. 
Pour la période 1971-2000, la température annuelle moyenne est de 11,1 °C, avec une amplitude thermique annuelle de 15,9 °C. Le cumul annuel moyen de précipitations est de 798 mm, avec 11,6 jours de précipitations en janvier et 7,9 jours en juillet. Pour la période 1991-2020, la température moyenne annuelle observée sur la station météorologique de Météo-France la plus proche, « Guerigny », sur la commune de Guérigny à 17 km à vol d'oiseau, est de 11,7 °C et le cumul annuel moyen de précipitations est de 910,8 mm. 
La température maximale relevée sur cette station est de 42,5 °C, atteinte le 9 août 2003 ; la température minimale est de −14,1 °C, atteinte le 9 février 2012,,. 
Les paramètres climatiques de la commune ont été estimés pour le milieu du siècle (2041-2070) selon différents scénarios d'émission de gaz à effet de serre à partir des nouvelles projections climatiques de référence DRIAS-2020. Ils sont consultables sur un site dédié publié par Météo-France en novembre 2022.

## Urbanisme

### Typologie
Au 1er janvier 2024, La Charité-sur-Loire est catégorisée bourg rural, selon la nouvelle grille communale de densité à sept niveaux définie par l'Insee en 2022.
Elle appartient à l'unité urbaine de La Charité-sur-Loire, une unité urbaine monocommunale constituant une ville isolée,. Par ailleurs la commune fait partie de l'aire d'attraction de La Charité-sur-Loire, dont elle est la commune-centre,. Cette aire, qui regroupe 4 communes, est catégorisée dans les aires de moins de 50 000 habitants,.

### Occupation des sols
L'occupation des sols de la commune, telle qu'elle ressort de la base de données européenne d’occupation biophysique des sols Corine Land Cover (CLC), est marquée par l'importance des territoires agricoles (60,6 % en 2018), en diminution par rapport à 1990 (70,5 %). La répartition détaillée en 2018 est la suivante : terres arables (52,5 %), zones urbanisées (21,7 %), forêts (6,9 %), prairies (6,1 %), eaux continentales (5,5 %), zones industrielles ou commerciales et réseaux de communication (3,4 %), zones agricoles hétérogènes (1,9 %), espaces ouverts, sans ou avec peu de végétation (1,1 %), milieux à végétation arbustive et/ou herbacée (0,8 %). L'évolution de l’occupation des sols de la commune et de ses infrastructures peut être observée sur les différentes représentations cartographiques du territoire : la carte de Cassini (XVIIIe siècle), la carte d'état-major (1820-1866) et les cartes ou photos aériennes de l'IGN pour la période actuelle (1950 à aujourd'hui).

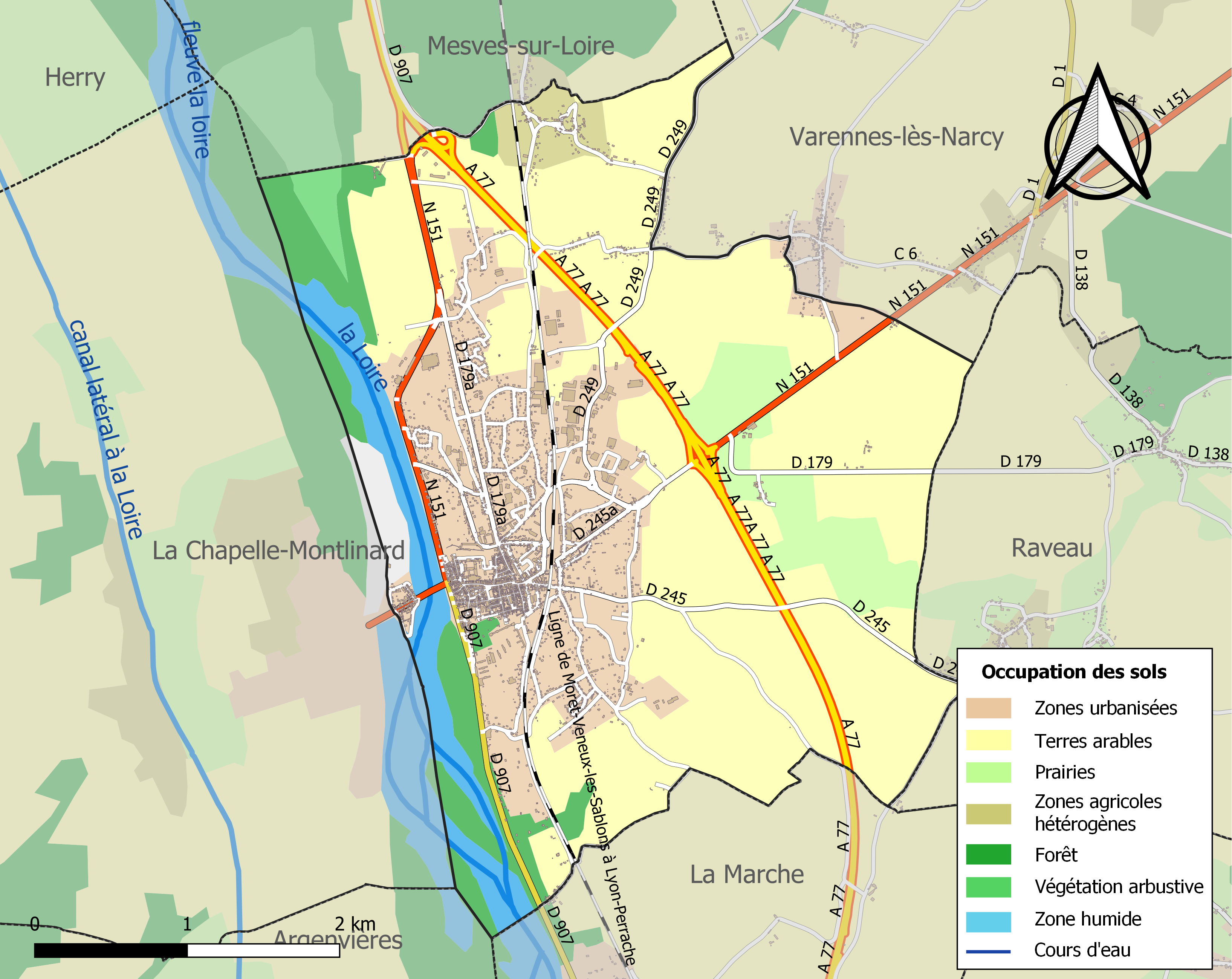
Carte des infrastructures et de l'occupation des sols de la commune en 2018 (CLC).

### Logement
En 2009, le nombre total de logements dans la commune était de 3 051, alors qu'il était de 2 860 en 1999.
Parmi ces logements, 80,7 % étaient des résidences principales, 4,2 % des résidences secondaires et 15,1 % des logements vacants. Ces logements étaient pour 59,9 % d'entre eux des maisons individuelles et pour 39,6 % des appartements.
La proportion des résidences principales, propriétés de leurs occupants était de 55 %, en hausse sensible par rapport à 1999 (52,8 %). La part de logements HLM loués vides était de 16,3 % contre 18 %, leur nombre étant constant 400 contre 424.

## Toponymie
Ses habitants sont appelés les Charitois(es).

## Histoire

### Préhistoire et Antiquité
Vers 700 existe une petite bourgade dénommée Seyr où un sous-diacre dénommé Lioup fonda une église dédiée à la Vierge et un monastère soumis à la règle de saint Basile. Le nom de La Charité sera donné ultérieurement, du fait de celle dont les moines faisaient preuve envers les pauvres de passage. La ville est détruite deux fois par les Gascons en 743 et en 771.

### Moyen Âge

#### Le prieuré de La Charité
La Charité-sur-Loire s'est développée autour d'un prieuré clunisien et de deux églises érigées par les moines en 1059, le tout protégé par des remparts. L'église Notre-Dame, la plus grande d'Europe après celle de l'abbaye de Cluny, est édifiée à partir du XIe siècle. Le prieuré bénédictin devient rapidement l'un des plus beaux, des plus riches et des plus renommés d'Europe. Le pape Pascal II le consacre en 1107. Il compte près de 400 dépendances dans tout le monde chrétien jusqu'aux portes de la Terre sainte à Constantinople. Aujourd'hui, subsiste le chœur et l'abside du monastère prioral.
La charte de fondation du prieuré, ainsi que des sources plus récentes, notamment celles d'un moine écrivant au XIIe siècle, exposent les conditions de construction du prieuré : l'évêque d'Auxerre Geoffroy de Champallement offre en 1059 à l'abbé Hugues de Cluny avec l'assentiment du comte de Nevers Guillaume Ier et celui du seigneur donateur de La Marche, les bâtiments d'une église ancienne, ruinée, dédiée à la Vierge Marie, avec les terres qui en dépendent,en un lieu nommé Neyr.
Au XIe siècle se développe un mouvement de réforme monastique inspiré par l'abbaye de Cluny et qui concerne rapidement l'Église catholique tout entière à l'instigation de Léon IX, pape de 1049 à 1054, puis de Grégoire VII, ancien moine de Cluny, pape de 1073 à 1085. La naissance du prieuré de La Charité s'inscrit dans ce mouvement, les clunisiens formant une ecclesia cluniacensis (Église clunisienne) avec à sa tête l'abbaye-mère de Cluny qui essaime dans la région et bien au-delà (Angleterre, Italie, Suisse, péninsule Ibérique, Allemagne), abbayes-filles et prieurés.
Au XIIe siècle, La Charité règne sur 45 monastères et 400 dépendances et obédiences en France et dans toute l'Europe.
L'abbé Hugues de Cluny confie la construction du prieuré à Gérard de Cluny, frère convers d'origine nivernaise, moine voyageur et parfois ermite, qui vivait aussi par moments au monastère Saint-Sauveur de Nevers. C'est sous sa direction que sort de terre le prieuré de La Charité dont il confie la direction à Vilencus, premier prieur de La Charité donc ; lui-même se retire au prieuré de Joigny, dont il deviendra prieur, avant toutefois de revenir finir ses jours au prieuré de La Charité ; il est enterré le 6 décembre 1102 derrière le grand autel de l'église prieurale.
Le prieuré de La Charité essaime en Angleterre (après la conquête par Guillaume le Conquérant), au Portugal, près de Constantinople, occupant une position éminente parmi les dépendances de Cluny et justifiant son surnom de fille aînée de Cluny. En 1559, le prieuré est victime d'un grave incendie ; l'église prieurale est sommairement réaménagée sous le priorat de Robert de Lenoncourt (1538-1551).

Prieurale Notre-Dame de La Charité-sur-Loire
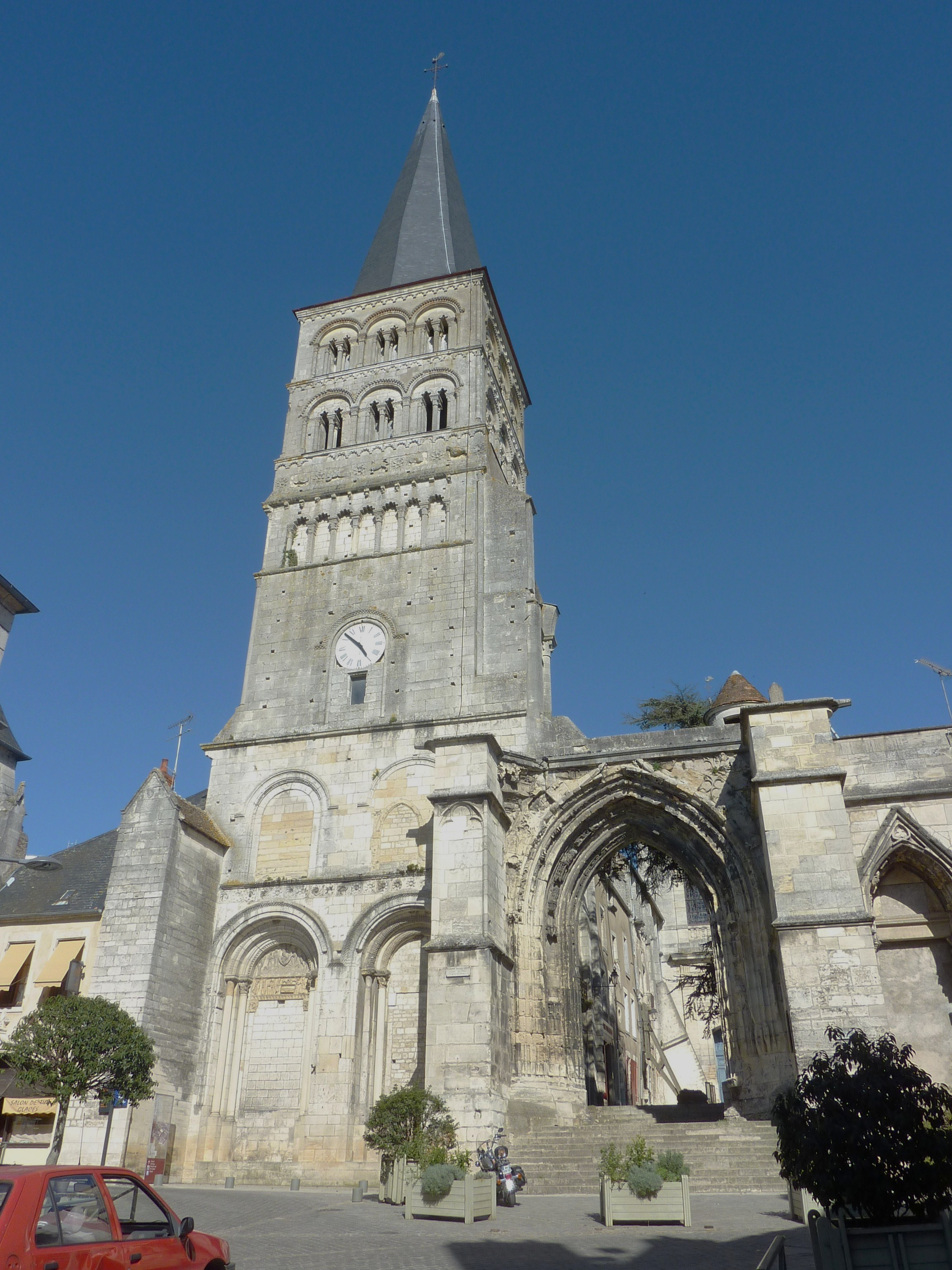
La façade de l'église.
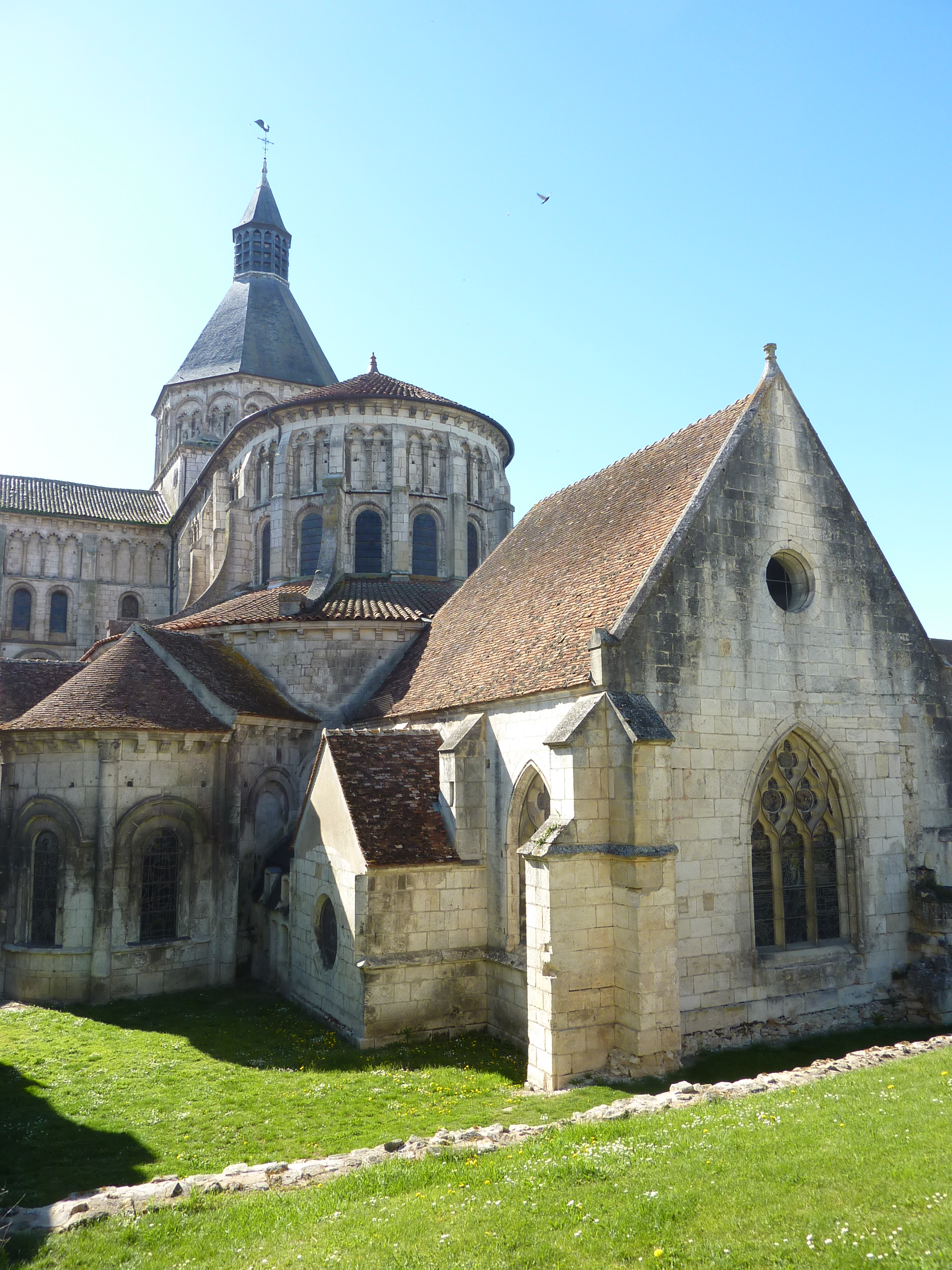
Le chevet de l'église.
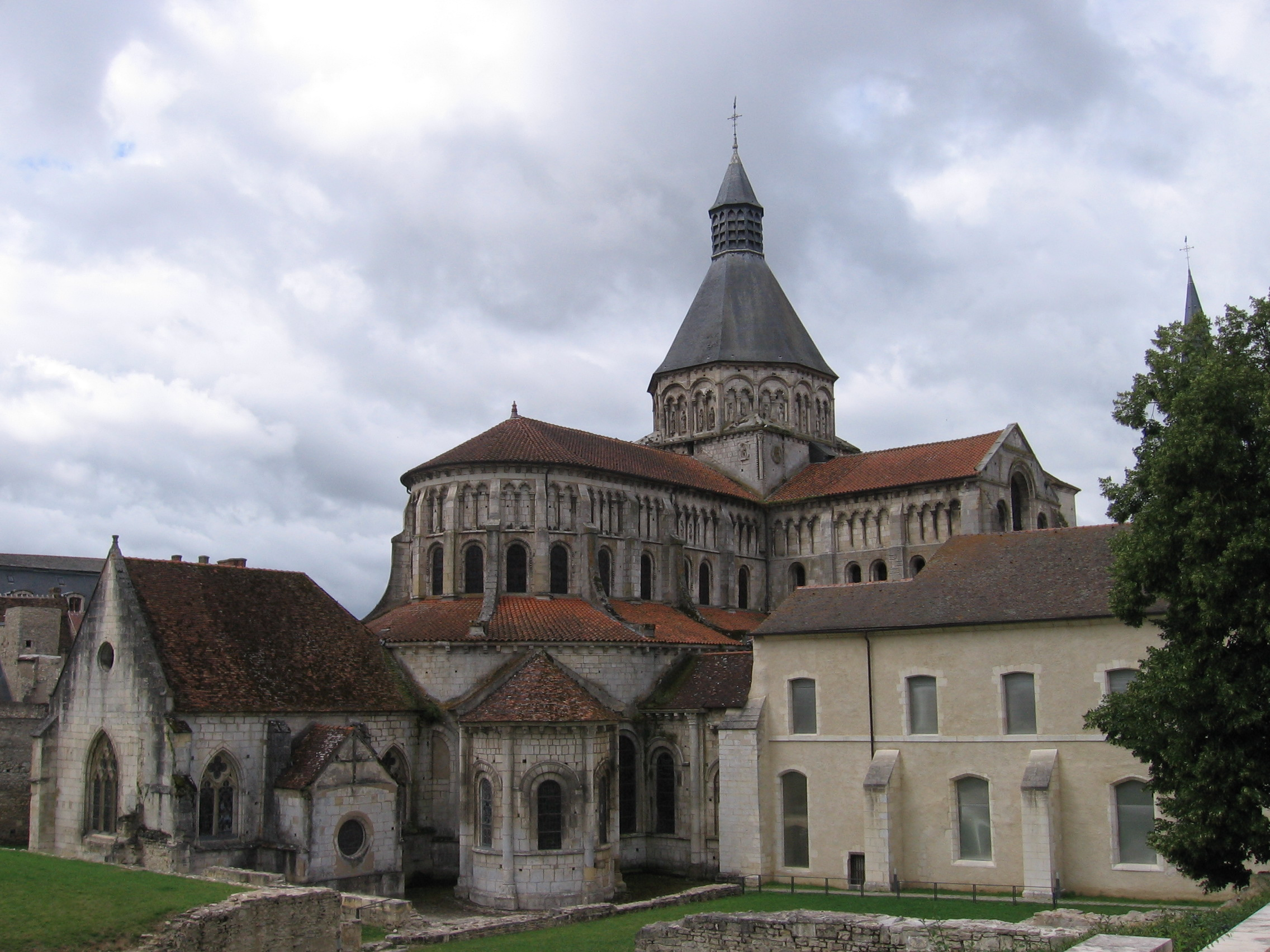
Le chevet de l'église.

#### La ville de La Charité

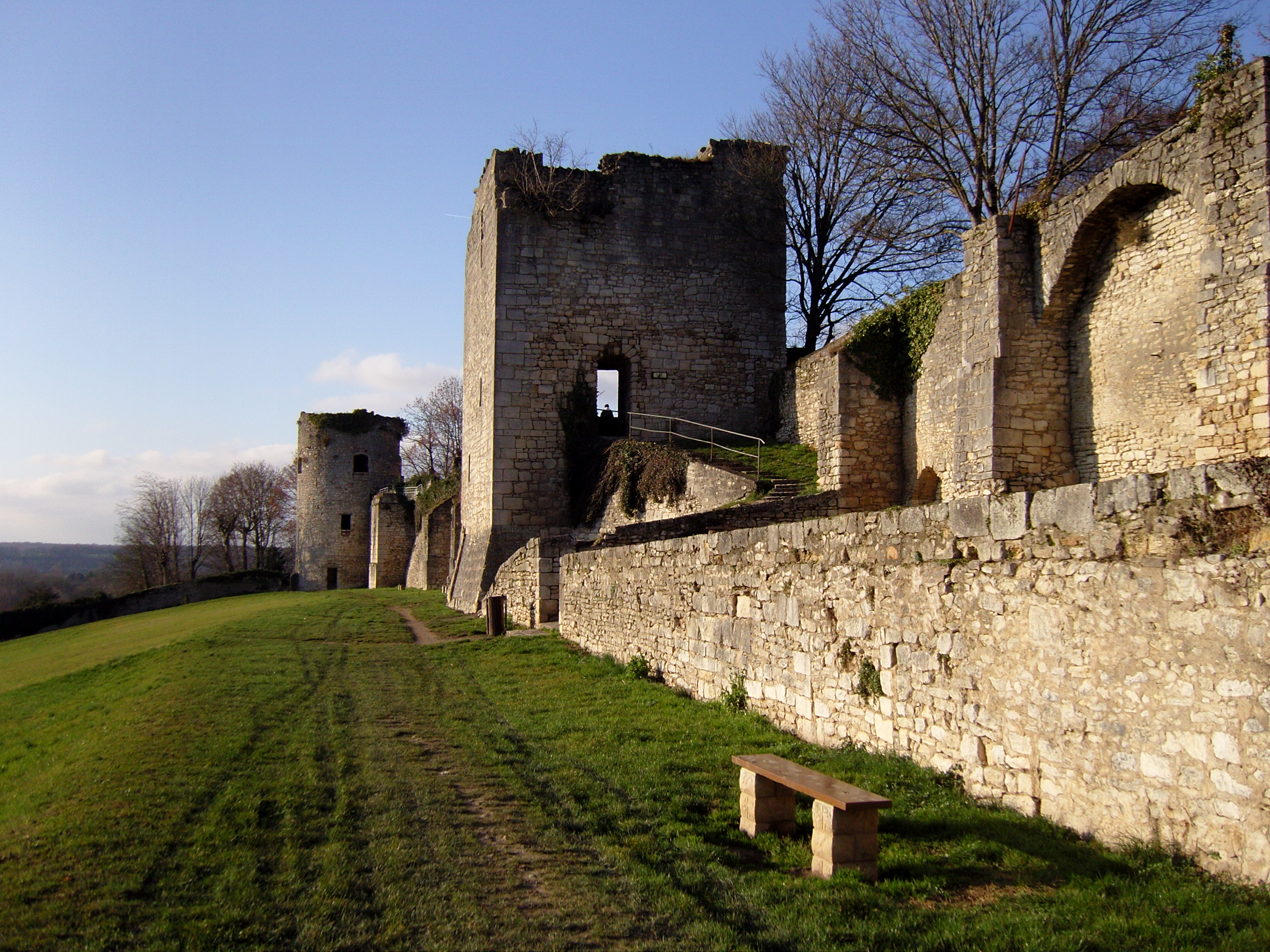
Les remparts de La Charité-sur-Loire.

En 1181, Philippe Auguste autorise la création d'une première enceinte qui est renforcée et fortifiée en 1164, qui s'ajoutait à l'enceinte ceinturant le monastère.
En 1365, durant la guerre de Cent Ans, La Charité est assiégée par l’ordre du roi Charles V de France, et mené par Philippe le Hardi, duc de Bourgogne, secondé par le connétable Moreau de Fiennes ainsi que des maréchaux Mouton sire de Blainville et Boucicaut et près de 20 000 hommes d’armes. La ville détenue par des Navarrais, alliés des Anglais à cette époque, dut capituler. La reddition fut totale. La ville rentrait sous l’obéissance du roi de France. Les Français investirent la place et les fortifications furent en partie rasées.
En 1429, Jeanne d'Arc, pour le compte de Charles VII, tente de reprendre la ville contrôlée alors par le capitaine Perrinet Gressart qui la tenait depuis décembre 1423, mais elle échoue en raison des fortifications puissamment érigées qui défendent la ville. Des puissantes murailles de l'époque, il ne subsiste de nos jours que la partie nord soutenue par la « tour Jeanne d'Arc », la « tour Perrinet Gressard », grosse tour ronde dénommée aussi « tour des Espagnols » et une grande tour carrée dite « tour de Cuffy » reliée à la précédente par un chemin de ronde. La ville n'est reprise par le roi de France qu'en 1435 contre une forte rançon.

### Renaissance

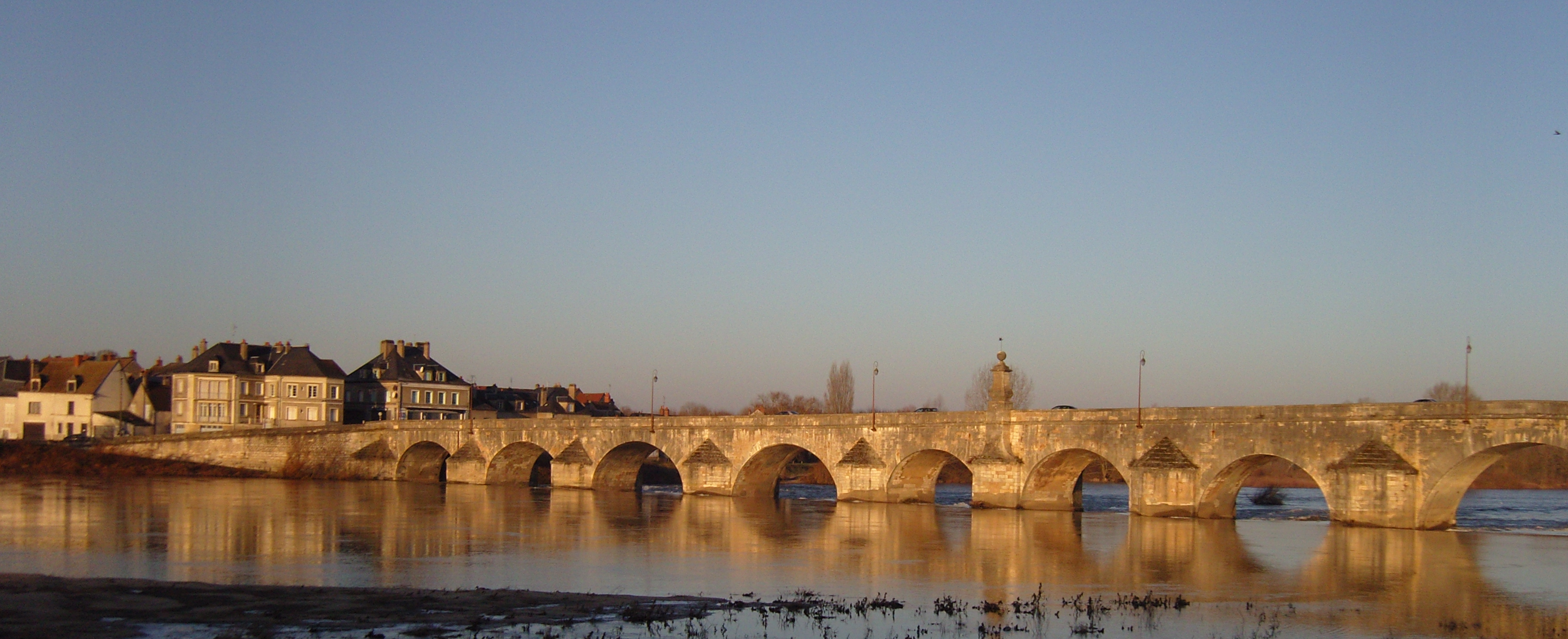
Le Vieux pont sur la Loire à La Charité-sur-Loire.

Le pont de pierre, désormais dénommé « Vieux pont », est construit en 1520 par le prieur Jean de la Magdeleine de Ragny. Ce pont fut remanié au XVIIIe siècle.
Dans les années 1530 et suivantes, la population de la Charité-sur-Loire se convertit au protestantisme, pour être majoritairement huguenote au début des guerres de Religion. Lieu de passage stratégique sur la Loire, elle est l’objet de nombreux assauts durant les guerres de Religion et la ville connaît alors maintes destructions.
Un gigantesque incendie ravage la cité monastique en 1559. Il détruit la nef de Notre-Dame, l’église Saint-Laurent, les toitures du chœur, la plus grande partie du monastère et deux cents habitations. La ville entre alors dans une période de déclin. En est témoin l'église Notre-Dame elle-même que le prieur Colbert relèvera en 1695 mais avec une nef de quatre travées là où il y en avait dix au Moyen Âge.
L’amiral Gaspard de Coligny, un des chefs protestants, s'installe un temps après sa victoire lors de la bataille d'Arnay-le-Duc le 25 juin 1570 contre les armées catholiques du maréchal de Cossé, barrant la route du Midi aux catholiques, ce qui précipite le 8 août 1570 la signature de la paix de Saint-Germain-en-Laye, signée entre le roi Charles IX et l’amiral Gaspard de Coligny, qui octroie aux protestants quatre places fortes : La Rochelle, Cognac, Montauban et La Charité-sur-Loire.
La nouvelle du massacre de la Saint-Barthélemy atteint la ville dès le soir du 24 août 1572. Elle provoque immédiatement une répétition du massacre. En 1576, la ville est reprise par le frère du roi, le duc d’Anjou, presque sans combat. Le 19 avril 1577, Sarra Martinengo, gouverneur de Gien, est tué sous les murs de La Charité-sur-Loire alors qu'il assiégeait les Réformés qui tenaient la ville,.

### Temps modernes

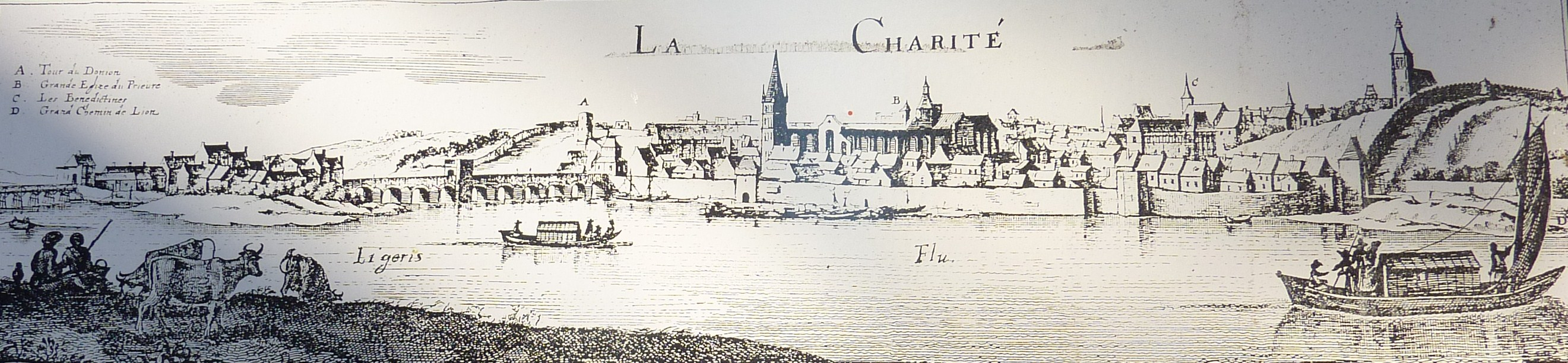
La Charité-sur-Loire au XVII, gravure de Matthäus Merian.

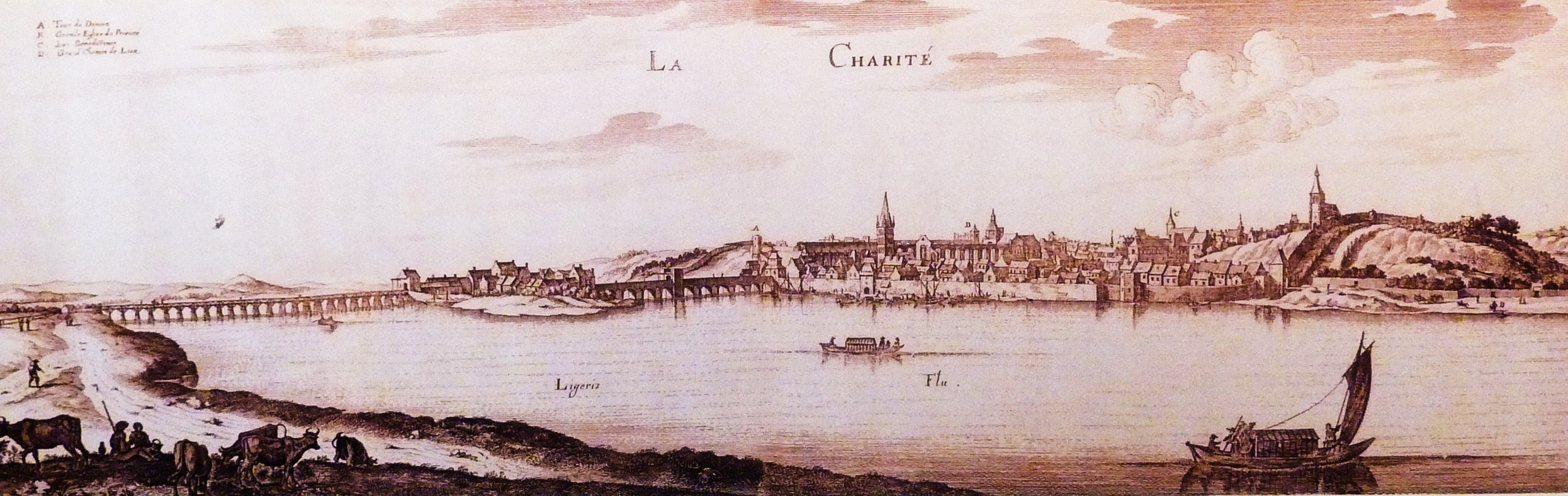
La Charité-sur-Loire au XVII, gravure d'Israël Silvestre.

Le XVIIe siècle est marqué par la rivalité entre le fastueux conseiller Pierre Payen et Alphonse-Louis du Plessis de Richelieu, frère du cardinal, qui se disputent la charge de prieur. La mort de son puissant frère entraîne la disgrâce de du Plessis de Richelieu et la victoire de Pierre Payen au terme d'un très long procès. Des prieurs comme Jean de la Magdeleine au XVIe siècle, Jacques-Nicolas Colbert au XVIIe siècle et le cardinal de Bernis au XVIIIe siècle reconstruisent, agrandissent et embellissent les établissements monastiques, qui déclinent par contre dans la seconde moitié du XVIIIe siècle : en 1789, seuls 12 moines occupent le monastère.
La navigation sur la Loire, malgré les difficultés liées entre autres aux nombreux bancs de sable qui encombrent son lit, est très active jusqu'à la construction du canal latéral à la Loire, au gabarit Freycinet, ouvert en 1838. Tout un peuple de mariniers vivait dans les ruelles menant vers la Loire.

### Révolution française et Empire
La Charité-sur-Loire fut chef-lieu de district de 1790 à 1795. Le 26 août 1793, un décret de la Convention « ordonne de procéder à l'estimation des biens des ci-devant Bénédictins de La Charité-sur-Loire pour y établir une manufacture d'armes et une fonderie de canons ». Par le décret impérial du 25 novembre 1810 sont approuvés et reconnus les statuts des « Sœurs hospitalières » attachées à l'hospice militaire et civil de La Charité-sur-Loire.

### Époque contemporaine
En 1840, Prosper Mérimée sauve le cloître et les deux églises promues à une destruction pour le passage d'une route.
Les soldats français détruisent une arche du pont de pierre pour protéger leur retraite vers le Cher, mais une passerelle de fortune des Allemands remplace rapidement cette arche. Le 19 juin 1940, en pleine déroute française, les troupes allemandes découvrent, par hasard, à La Charité-sur-Loire, un train abandonné transportant les archives secrètes du Grand quartier général français, comprenant, entre autres, la convention militaire française, secrète, avec la Suisse.
Le 20 juin 1940, Léopold Sedar Senghor, alors soldat de deuxième classe d'un régiment de tirailleurs sénégalais, fit partie des soldats fait prisonniers par les Allemands près du pont de La Charité-sur-Loire.
Le monument aux morts de La Charité-sur-Loire porte les noms de 232 soldats morts pour la France pendant les guerres du XXe siècle dont 170 pendant la Première Guerre mondiale, 57 pendant la Seconde Guerre mondiale, 4 pendant la guerre d'Indochine et 1 pendant la guerre d'Algérie.
Le 17 août 1986 une tornade de type F3, traverse la ville. Sur sa trajectoire, les dégâts ont été très importants tant pour les habitations que pour les arbres. Le parcours de la tornade a été d'environ 22 kilomètres pour une largeur de 500 mètres. On[Qui ?] surnommera pendant quelque temps La Charité-sur-Loire comme la ville aux toits bleus en raison des bâches pour protéger les toitures arrachées. Une personne a trouvé la mort au cours de cette catastrophe.

## Politique et administration
La commune est le chef-lieu du canton et accueille le siège de la communauté de communes Les Bertranges.

### Liste des maires

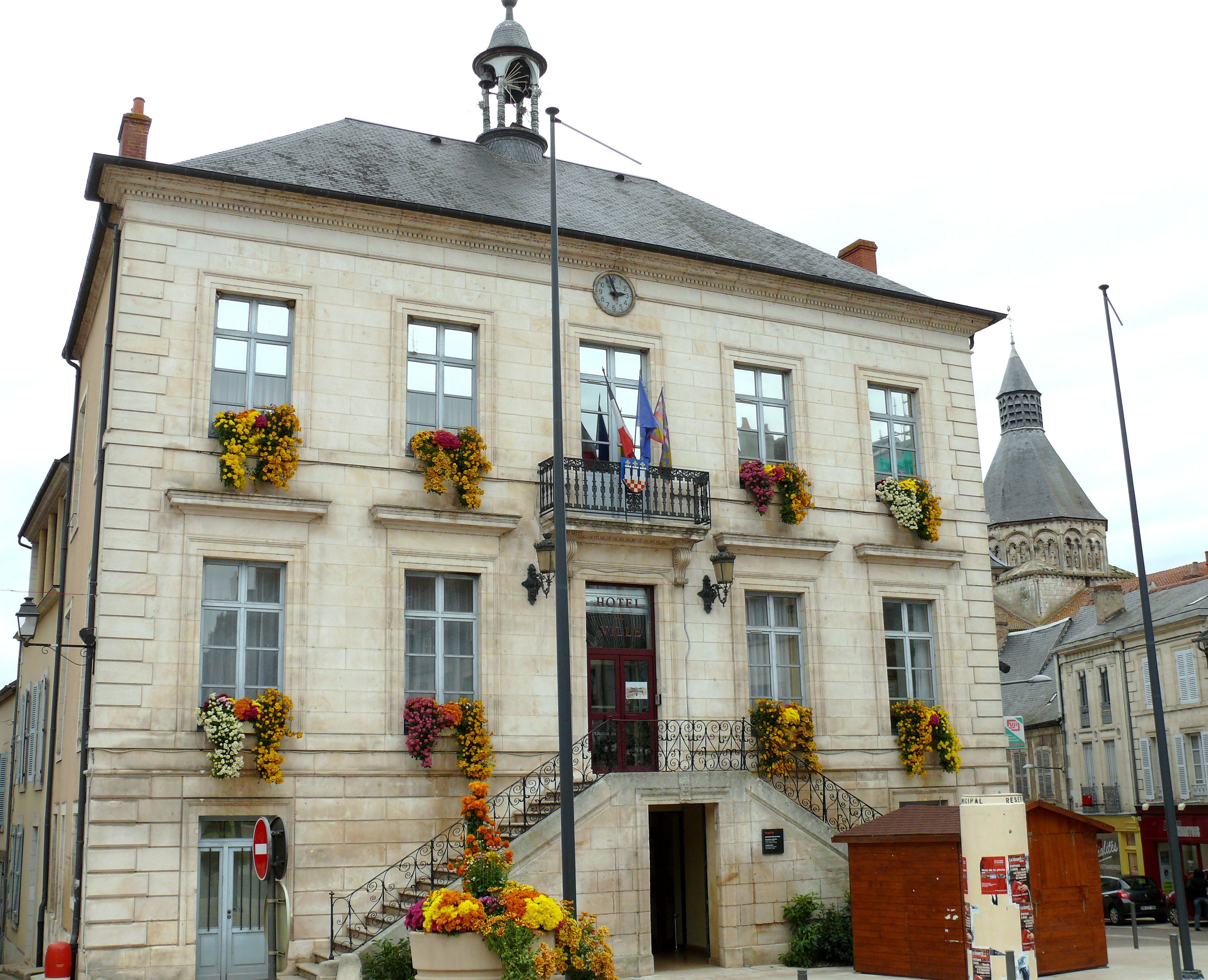
L'hôtel de ville.

### Intercommunalité
La commune fait partie de la communauté de communes Les Bertranges dont elle abrite le siège.

### Instances judiciaires et administratives
La Charité-sur-Loire relève des tribunaux d'instance, de grande instance, pour enfants, de commerce et du conseil de prud'hommes de Nevers, de la cour d'appel de Bourges, du tribunal administratif de Dijon et de la cour administrative d'appel de Lyon.
La commune accueille la brigade de proximité de la circonscription de gendarmerie, une recette-perception des impôts et un bureau de poste.

### Jumelages
| Ville | Ville                 | Pays | Pays      | Période     |
| ----- | --------------------- | ---- | --------- | ----------- |
|       | Biedenkopf            |      | Allemagne |             |
|       | Castiglion Fiorentino |      | Italie    |             |
|       | Neustadt an der Orla  |      | Allemagne |             |
|       | Oostduinkerke         |      | Belgique  | depuis 1972 |
|       | Wépion                |      | Belgique  |             |

## Population et société

### Démographie
L'évolution du nombre d'habitants est connue à travers les recensements de la population effectués dans la commune depuis 1793. Pour les communes de moins de 10 000 habitants, une enquête de recensement portant sur toute la population est réalisée tous les cinq ans, les populations de référence des années intermédiaires étant quant à elles estimées par interpolation ou extrapolation. Pour la commune, le premier recensement exhaustif entrant dans le cadre du nouveau dispositif a été réalisé en 2005.

En 2022, la commune comptait 4 701 habitants, en évolution de −5,32 % par rapport à 2016 (Nièvre : −3,28 %, France hors Mayotte : +2,11 %).
| 1793  | 1800  | 1806  | 1821  | 1831  | 1836  | 1841  | 1846  | 1851  |
| ----- | ----- | ----- | ----- | ----- | ----- | ----- | ----- | ----- |
| 3 939 | 4 222 | 5 361 | 4 498 | 5 086 | 4 947 | 5 052 | 4 947 | 4 944 |

| 1856  | 1861  | 1866  | 1872  | 1876  | 1881  | 1886  | 1891  | 1896  |
| ----- | ----- | ----- | ----- | ----- | ----- | ----- | ----- | ----- |
| 4 875 | 5 297 | 5 212 | 4 891 | 5 086 | 4 826 | 5 453 | 5 443 | 5 339 |

| 1901  | 1906  | 1911  | 1921  | 1926  | 1931  | 1936  | 1946  | 1954  |
| ----- | ----- | ----- | ----- | ----- | ----- | ----- | ----- | ----- |
| 5 147 | 5 246 | 5 120 | 4 791 | 4 776 | 4 994 | 5 505 | 5 564 | 5 552 |

| 1962  | 1968  | 1975  | 1982  | 1990  | 1999  | 2005  | 2006  | 2010  |
| ----- | ----- | ----- | ----- | ----- | ----- | ----- | ----- | ----- |
| 5 742 | 6 194 | 6 426 | 6 416 | 5 686 | 5 460 | 5 405 | 5 366 | 5 129 |

| 2015  | 2020  | 2022  | - | - | - | - | - | - |
| ----- | ----- | ----- | - | - | - | - | - | - |
| 4 966 | 4 673 | 4 701 | - | - | - | - | - | - |

### Enseignement
La commune est rattachée à l'académie de Dijon. Cette académie fait partie de la zoneA pour son calendrier de vacances scolaires.
L'enseignement public du premier degré est assuré dans la commune. L'enseignement secondaire est assuré, dans la commune, par le collège Aumeunier-Michot puis par les lycées polyvalents Pierre-Gilles-de-Gennes et Simone-Dounon à Cosne-Cours-sur-Loire et le lycée agricole de Nevers-Cosne.

### Santé
La Charité-sur-Loire accueille un centre d'incendie et secours, ainsi que le centre hospitalier Henri-Dunant.

### Sports
L'US Charitoise Basket (basket-ball) évolue en Nationale 2 (4e division nationale) depuis 2020. Le club remporte le championnat de Nationale 2 en 2016-2017 et est promu en Nationale 1 pour la saison 2017-2018,,.
L'US Charitoise Football (football), autre club de la commune, évolue sur la saison 2018-2019 pour la première fois de son histoire en Nationale 3 après un passage bref réussi en Régionale 1 (champion), poursuivant un double sacre Championnat-Coupe (Régionale 2-Challenge District) 2 saisons auparavant. L'équipe fanion est entrainée par l'ancien joueur semi-professionnel mauritanien Gaston Diamé.

### Médias
Le quotidien régional Le Journal du Centre, dans son édition du Val de Loire, consacre quelques pages à l’actualité du canton de La Charité. La commune édite un journal tri-annuel : Le mag. Il y avait un journal local appelé L'Écho charitois, fusionné autour de 2020 avec le journal local de Cosne sur Loire, pour finalement s'appeler Le régional de Cosne et du Charitois. Dans le domaine des médias audiovisuels, une chaîne de télévision relaie les informations locales : France 3 Bourgogne.

### Cultes

#### Culte catholique
La paroisse catholique de La Charité-sur-Loire fait partie du groupement de paroisses du Val de Loire dans le diocèse de Nevers.

#### Culte protestant évangélique
Une église protestante évangélique du réseau France-Mission, membre du CNEF, est implantée dans la commune.

## Économie

### Revenus de la population et fiscalité
En 2011, le revenu fiscal médian par ménage était de 22 832 €, ce qui plaçait La Charité-sur-Loire au 28 117e rang parmi les 31 886 communes de plus de 49 ménages en métropole.
En 2009, 53,8 % des foyers fiscaux n'étaient pas imposables.

### Emploi
En 2009, la population âgée de 15 à 64 ans s'élevait à 2 859 personnes, parmi lesquelles on comptait 65 % d'actifs dont 55,2 % ayant un emploi et 9,8 % de chômeurs.
On comptait 2 900 emplois dans la zone d'emploi, contre 2 774 en 1999. Le nombre d'actifs ayant un emploi résidant dans la zone d'emploi étant de 1 610, l'indicateur de concentration d'emploi est de 41,5 %, ce qui signifie que la zone d'emploi offre un peu moins d'un emploi pour deux habitants actifs.

### Entreprises et commerces
Au 31 décembre 2010, La Charité-sur-Loire comptait 451 établissements : 11 dans l’agriculture-sylviculture-pêche, 40 dans l'industrie, 37 dans la construction, 294 dans le commerce-transports-services divers et 69 étaient relatifs au secteur administratif.
En 2011, 31 entreprises ont été créées à La Charité, dont 24 par des autoentrepreneurs.

### Agriculture

#### Le vignoble des Côtes de La Charité
Le développement du vignoble fut d'abord le fait des moines du prieuré bénédictin ; le vignoble se développe au XIVe siècle, les « vins parfumés des coteaux nivernais » agrémentant les tables des ducs de Bourgogne et des comtes de Nevers. Le vignoble fut anéanti, comme beaucoup d'autres en France, par le phylloxéra dans la deuxième moitié du XIXe siècle, mais depuis 1980 environ, un vignoble dit des « Côtes de La Charité » est réapparu, planté de cépages typiquement bourguignons comme le pinot noir pour le rouge et le chardonnay pour le blanc.

### Artisanat et industrie
- Constructions mécaniques

## Culture locale et patrimoine

### Lieux et monuments
- Le prieuré Notre-Dame de La Charité-sur-Loire, fille aînée de l'abbaye de Cluny. En 1998, l'église Notre-Dame est déclarée patrimoine de l'UNESCO ;
- l'église Saint-Laurent (ruines) ;
- l'église Saint-Pierre ;
- la ville ancienne : pittoresque[Note 6], les rues et ruelles ont conservé leurs noms anciens témoignant de professions et d’activités disparues (place des Pêcheurs, rue des Chapelain, rue du Grenier-à-Sel, passage du Guichet…), le nom d’un ancien propriétaire (rue du Champ-Baratté) ou d’un évènement passé[50] ;
- la maison du Nain, mitoyenne de l'église ;
- le grenier à sel ;
- les remparts : le chemin de ronde, qui sépare la tour de Cuffy de la tour Perrinet Gressard, est accessible et permet d'observer un panorama sur la cité médiévale et sur la Loire ;
- la promenade des Anglais ;
- le château de Gérigny[51], construit au XVe siècle sur une motte féodale, présente un corps de logis daté du XVIIIe siècle, remanié au XIXe siècle, entouré de tours d'angle, d'un donjon et d'une tour barbacane avec escalier à vis. Récemment rénové, il est possible d'y louer des chambres d'hôtes ;
- le château de Voluray ;
- le Vieux pont : pont en pierre construit sur la Loire en 1520[52] ;
- la gare de La Charité.
- Le musée municipal ouvert en 1955 est fermé depuis 2011[53], il conserve des œuvres d'Alfredo Pina.

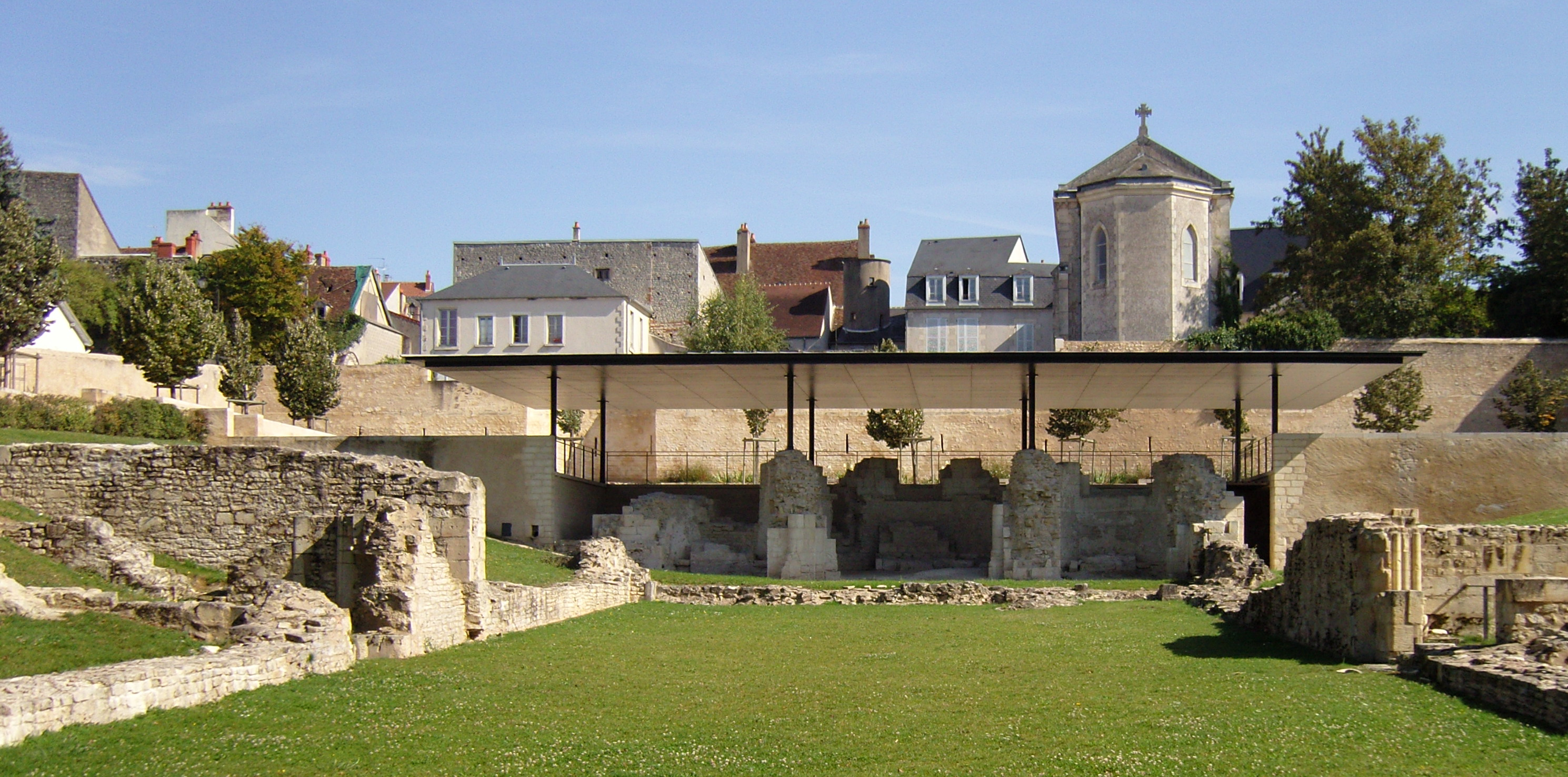
Les ruines de l'église Saint-Laurent.
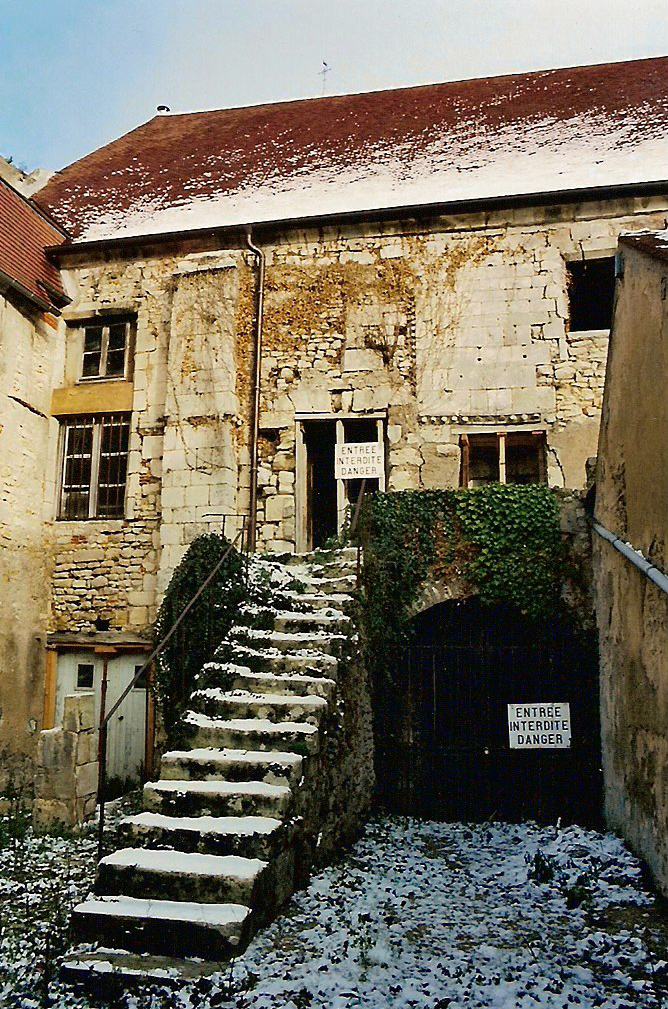
Le grenier à sel de La Charité-sur-Loire.

Vues de l'église
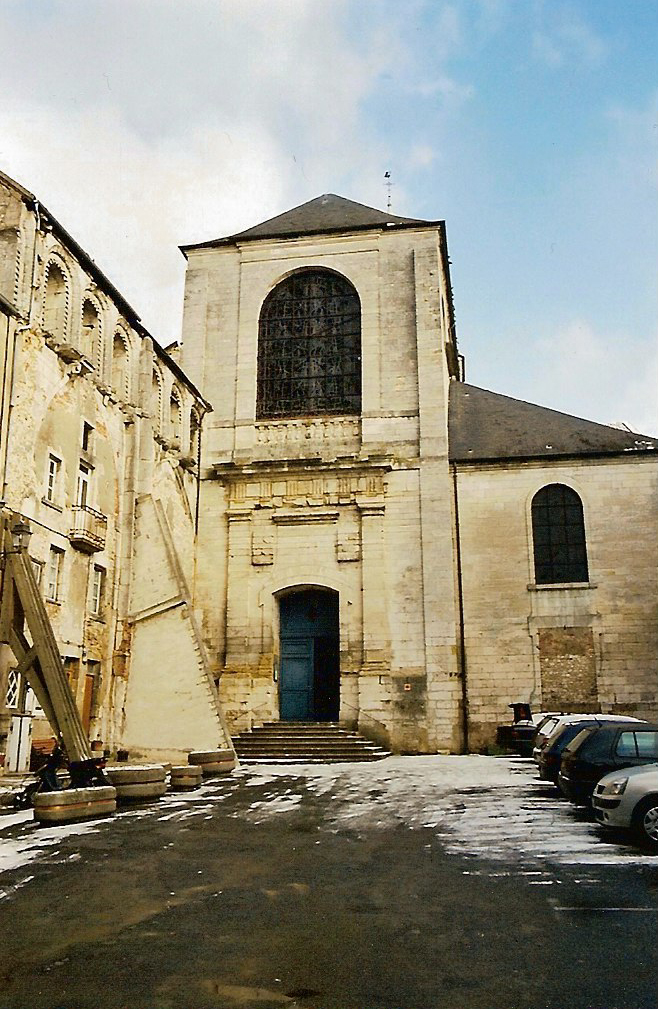
Façade Ouest de l'église datant de 1695.
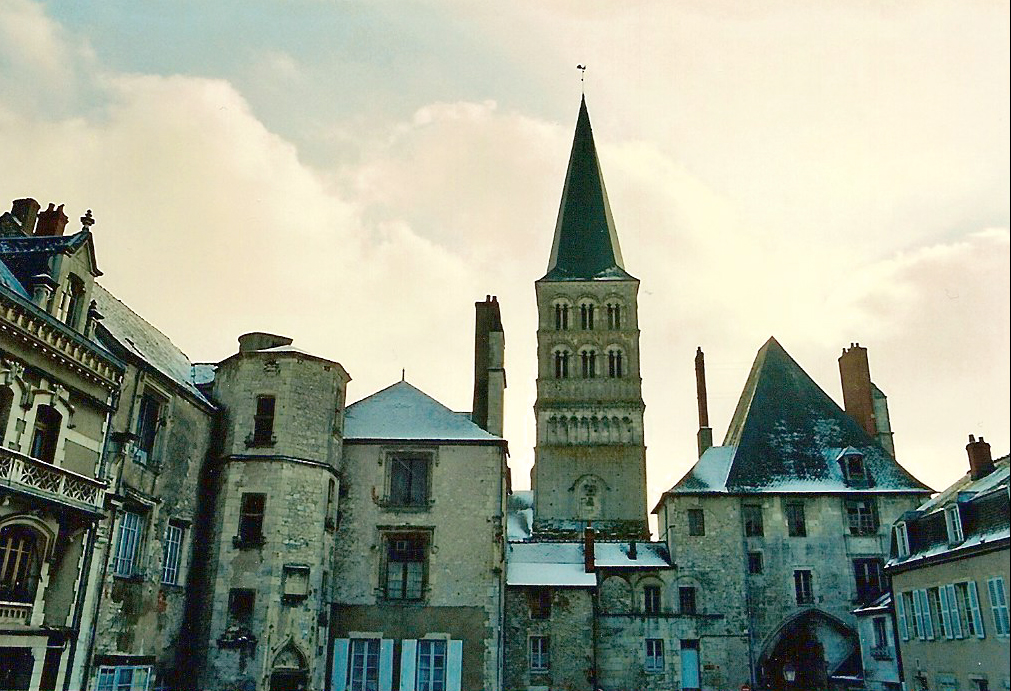
Vue de Sainte-Croix-Notre-Dame du bourg.
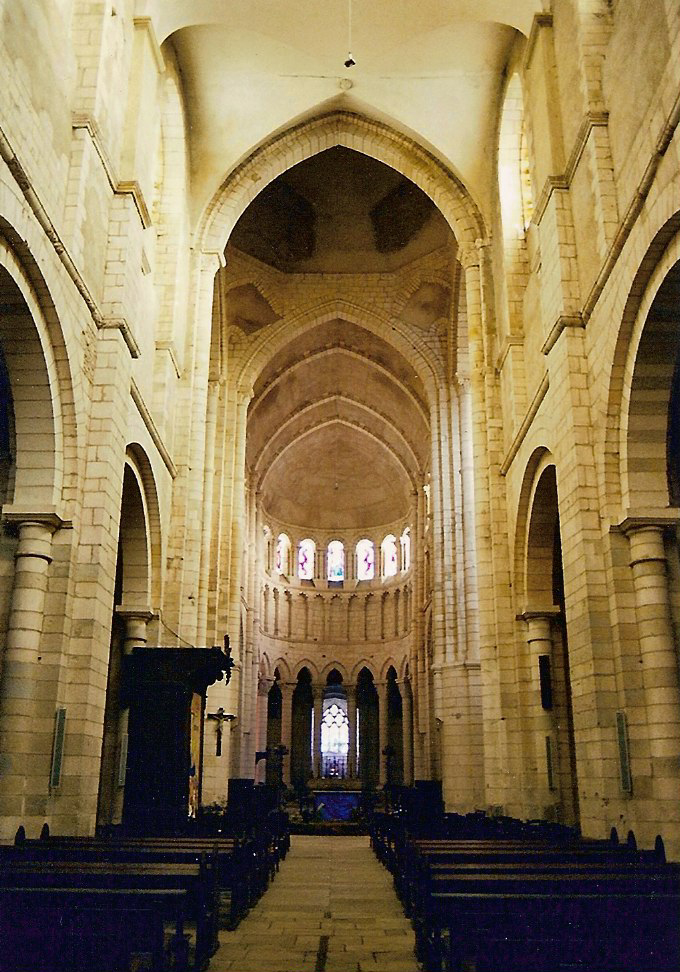
Intérieur de Sainte-Croix-Notre-Dame.
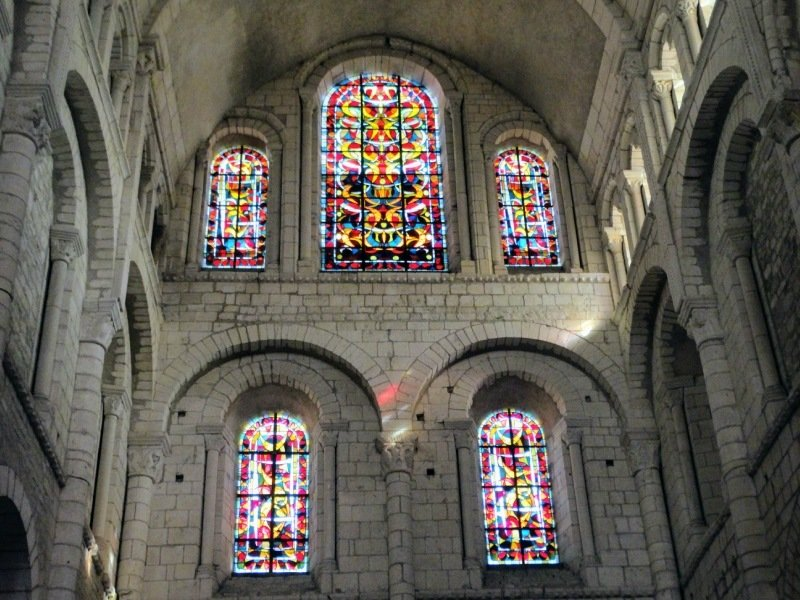
Vitraux de la cathédrale La Charite-sur-Loire.
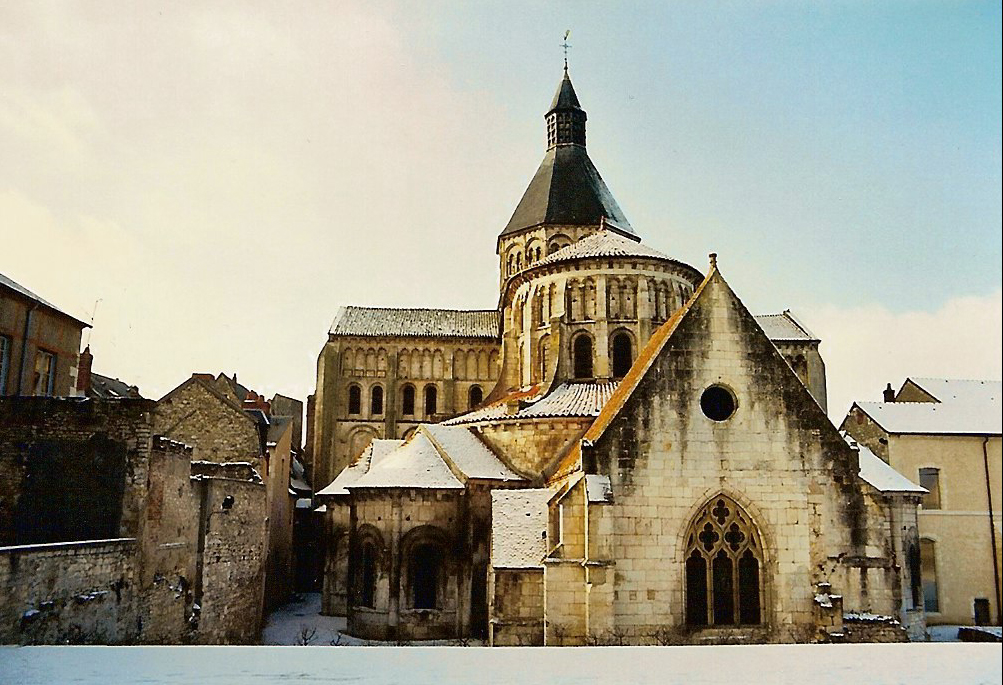
Vue est du chœur de l'église.
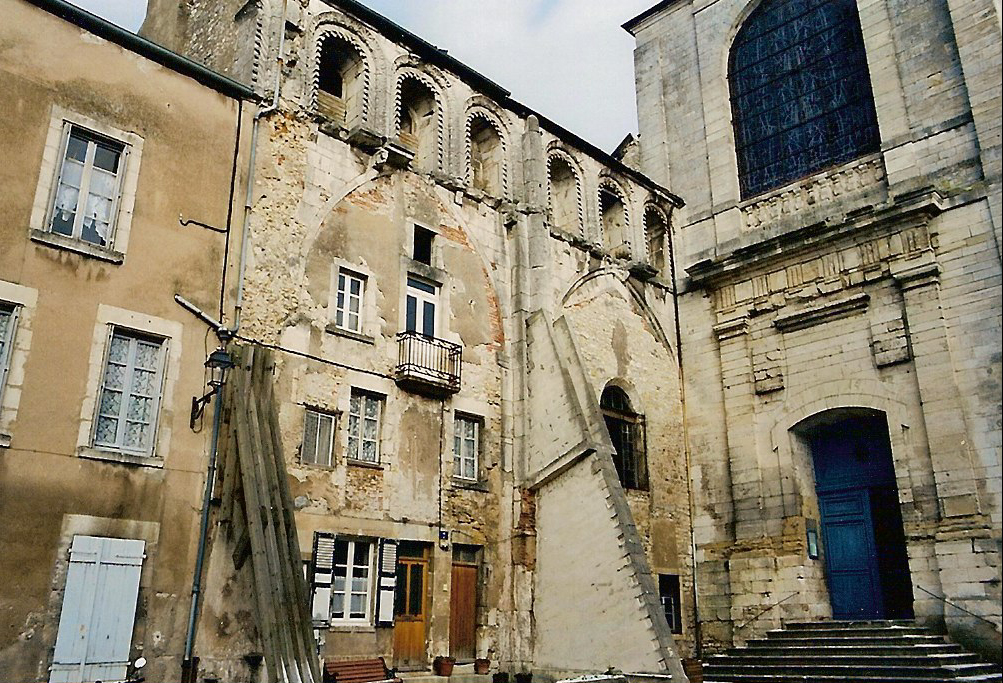
Anciens bâtiments de l'église transformés en immeubles d'habitation.
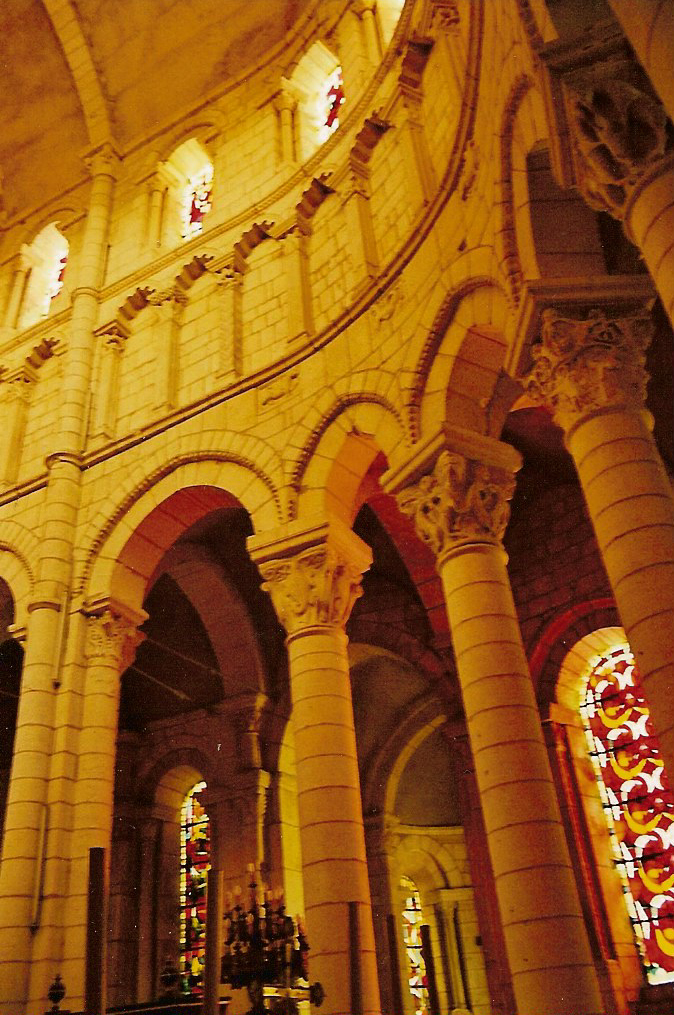
Architecture interne.
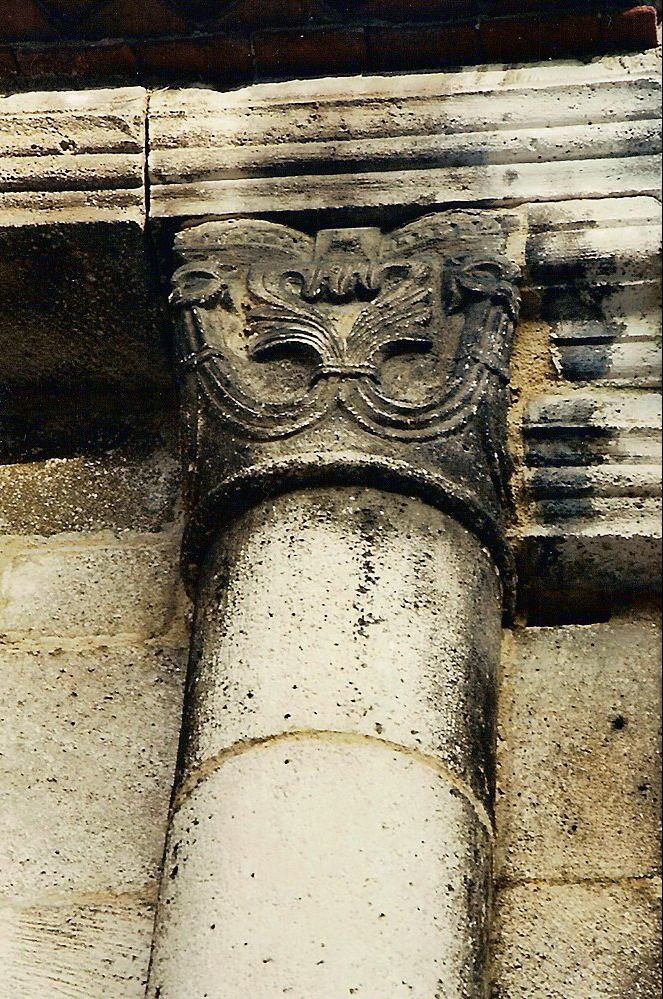
Pilier extérieur de la façade.
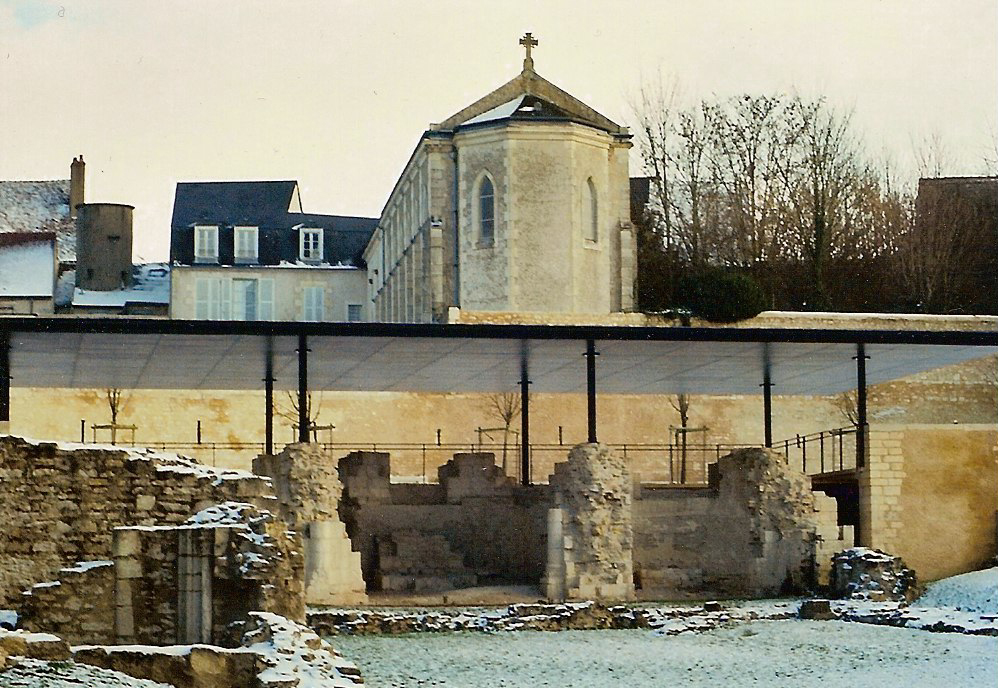
Ruines de l'église Saint-Laurent.
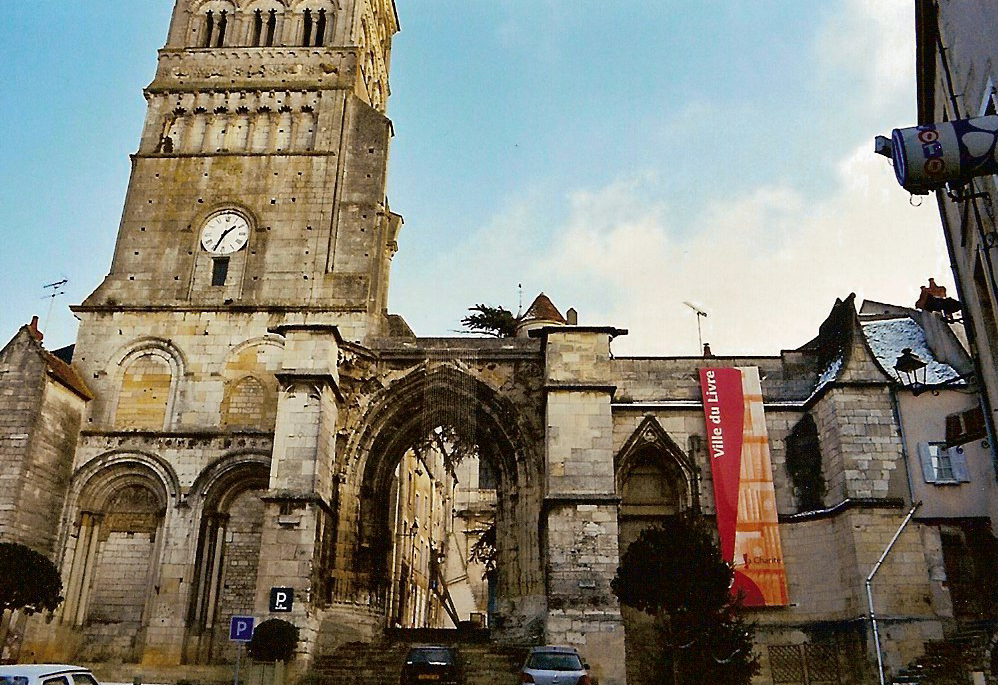
Façade Ouest de l'église romane.
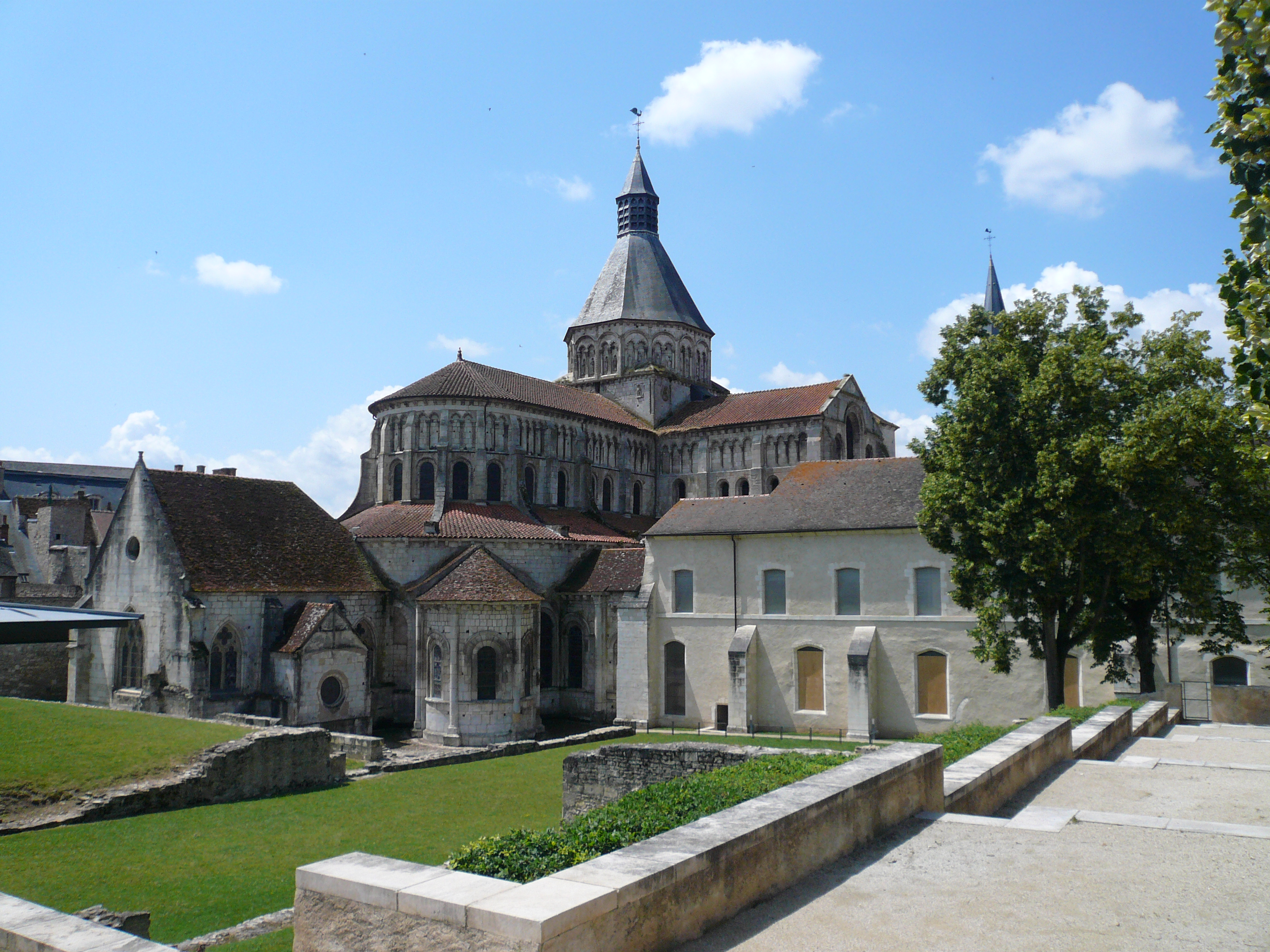
Le chevet de l'église Notre-Dame et les bâtiments conventuels.

Vues des remparts
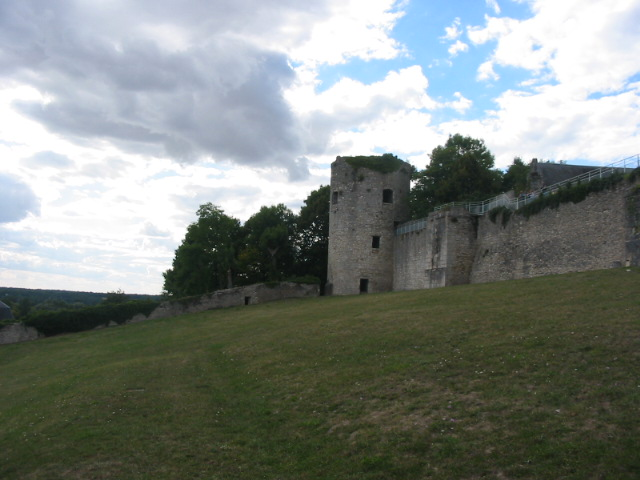
Les remparts.
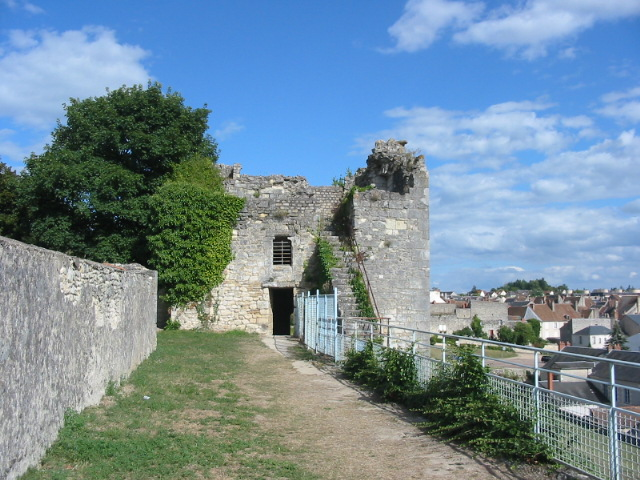
Les remparts.
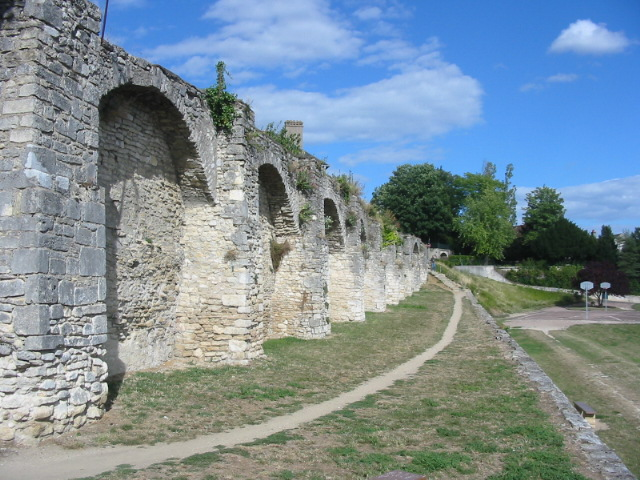
Les remparts.
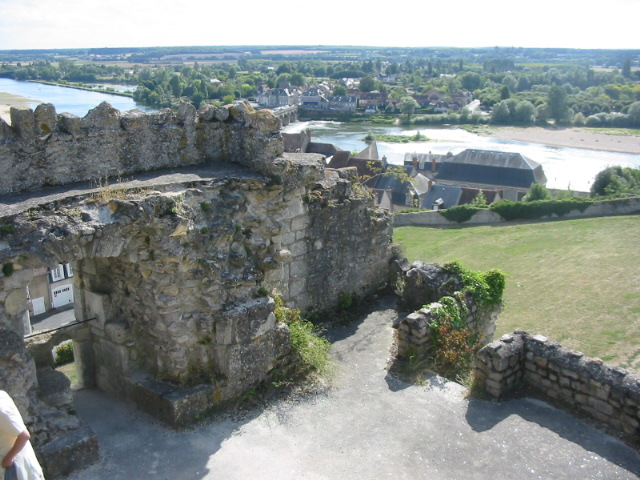
Les remparts.
Vue panoramique.

### Patrimoine culturel
La Charité-sur-Loire est une étape du pèlerinage de Saint-Jacques-de-Compostelle sur la via Lemovicensis, itinéraire culturel du Conseil de l'Europe. Elle dispose d’un patrimoine considérable dont un prieuré clunisien couvrant plus de 10h. Sa restauration et celle du centre historique ont été entamées à partir de 2001 et vont déboucher sur sa réouverture progressive: Jardin des Bénédictins, salle capitulaire et salle Mérimée, salles gothiques et cloître.
Les nouveaux vitraux de la salle capitulaire ont été réalisés par l’artiste américain Christopher Wool.
Par son patrimoine historique, la ville adhère à la Fédération des sites clunisiens.
En 2011, la ville s'est vu attribuer le label « Villes et Pays d'art et d'histoire ».

#### La Charité, ville du livre et Cité du Mot
Au début des années 1990, Christian Valleriaux, libraire à Paris décide de venir s'installer à la Charité. Il crée en 1996 une foire du livre ancien. Ensuite à l'image de ce qui a été fait à Hay-on-Wye au pays de Galles, l'idée est de faire de La Charité-sur-Loire une cité du livre. Depuis une douzaine de libraires se sont installés dans un centre-ville historique, déserté par les commerces, ainsi que quelques artisans du livre : typographes, enlumineurs, calligraphes, relieurs et éditeurs. Depuis l'an 2000, la Charité se surnomme elle-même la Ville du livre et cité du mot. À partir de 2003 la Ville crée - à l’initiative du maire de l’époque et de Marc Lecarpentier- et accueille un Festival du Mot qui mobilisera plus de 15.000 spectateurs. Pour soutenir ce projet et assurer la gestion du prieuré restauré elle obtient le label « Centre Culturel de Rencontre » établissement public associant à la Commune l’Etat, la Région et le Département. De nombreuses citations d'écrivains et de personnalités sont peintes sur les façades d'habitations ou de commerces de la ville, ainsi que, devant la gare, la mention : « Je ne suis pas seul, il y a les mots ». Durant l'année, plusieurs événements ou foires du livre sont organisés :
- le Marché du printemps (troisième dimanche d'avril) ;
- le Salon des artistes et artisans du livre (troisième dimanche de mai) ;
- le Festival du Mot (suivant les années, entre la fin mai et la mi-juin) ;
- la Foire aux livres anciens et vieux papiers (troisième dimanche de juillet) ;
- la Nuit du livre (premier samedi d'août) associant jazz et livres ;
- le Marché mensuel (le 3e dimanche des mois de mars à octobre).

### Patrimoine naturel
La ville est récompensée par trois fleurs au palmarès 2007 du concours des villes et villages fleuris.

### Personnalités liées à la commune
- Frédéric-Jérôme de La Rochefoucauld (1701-1757), prieur de La Charité de 1732 à 1755.
- Jean-Guillaume Hyde de Neuville (1776-1857), homme politique et diplomate.
- Jean-Claude Barat dit « le commandant Barat » (1786-1855), militaire, dessinateur et archéologue, né à La Charité-sur-Loire.
- Auguste Grasset (1799-1879), collectionneur, inspecteur des Monuments historiques de la Nièvre.
- Antoine Charma (1801-1869), philosophe, archéologue et paléographe français.
- Édouard Grasset (1802-1865), diplomate, consul de France.
- Jacques Rhétoré (1841-1921), ecclésiastique et linguiste.
- Edmond Duminy (1843-1926), érudit.
- Camille Barrère (1851-1940), diplomate (Académie des Sciences morales).
- Louis Mirault dit Fanchy (1866-1938), poète patoisant.
- Raoul Toscan (pseud. de Charles Brun) (1884-1946), homme de lettres et peintre.
- Pierre Mirault (1899-1982), peintre et fils de Louis Mirault, mort à La Charité-sur-Loire le 31 décembre 1982.
- Marcel Jean (1900-1993), peintre, graveur et historien de l'art né à La Charité-sur-Loire.
- Max Favalelli (1905-1989), journaliste, verbicruciste et animateur de jeux télévisés.
- Marie Roumy (1924-2013), religieuse née à La Charité-sur-Loire, fondatrice d'œuvre pour les enfants des rues à Douala.
- Patrice Pouperon (1939-2010), éditeur né à La Charité-sur-Loire.
- Jean-Luc Hennig (né en 1945), agrégé de grammaire, journaliste et écrivain, né à La Charité-sur-Loire.
- Jacques Mazeau (né en 1946), journaliste et écrivain, ancien conseiller municipal.
- Claude Lévêque (né en 1953), artiste plasticien.
- François Du Bois (né en 1962), compositeur et virtuose du marimba, enseignant, éditorialiste et écrivain.

### Héraldique
| Blason | Blasonnement : « D'azur à trois tours d'argent, ajourées et maçonnées de sable, rangées en fasce, surmontées de trois fleurs de lys d'or également en fasce, les tours posées sur une terrasse échiquetée d'argent et de gueules. » |